# Tartan

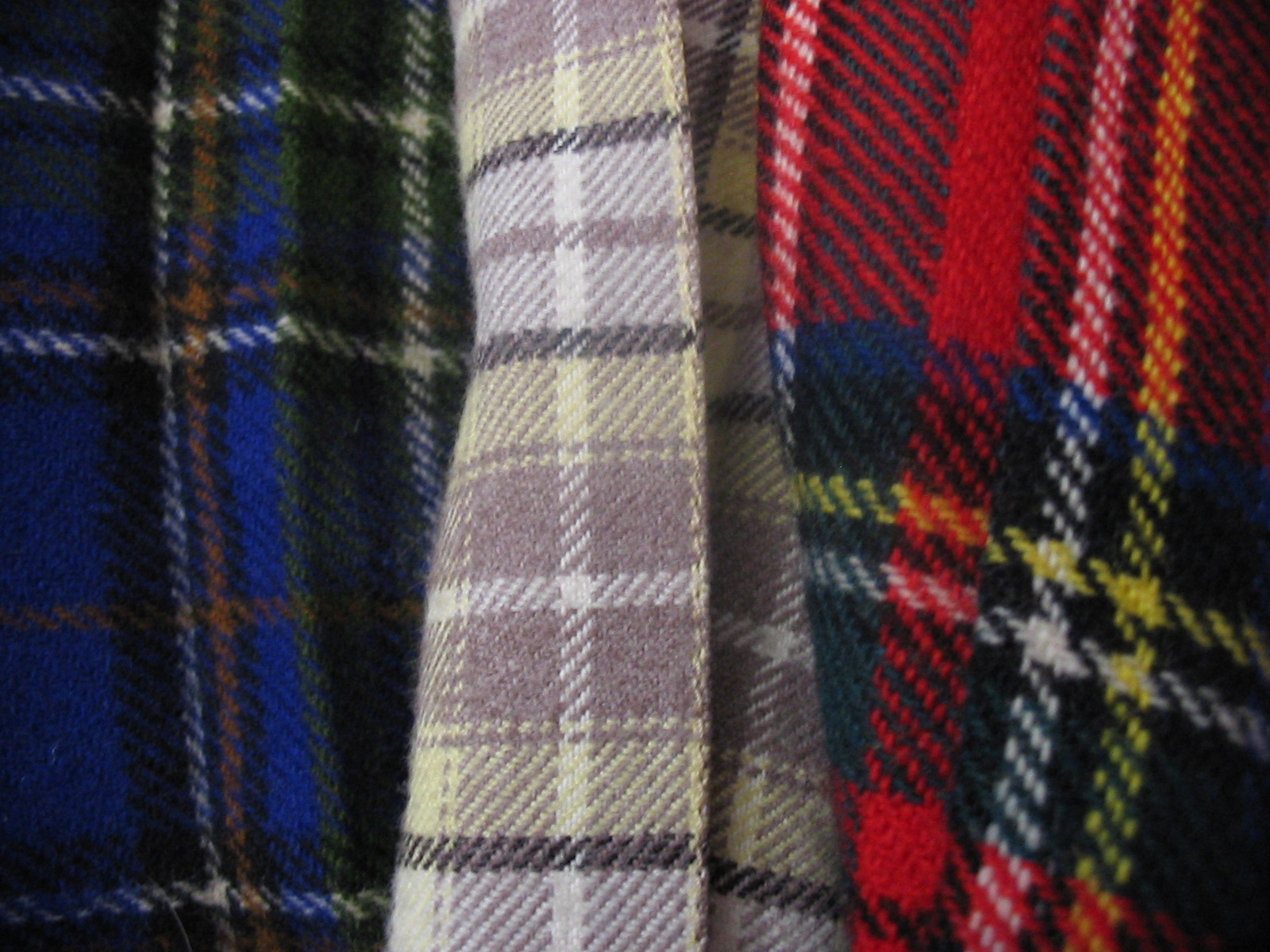
Drie tartans

Een tartan is een geruite, wollen stof, waar de Schotse kilt van wordt gemaakt. De oude Kelten droegen al geruite kleding en de goede kwaliteit was zelfs in het Romeinse Rijk bekend.
Het woord tartan stamt waarschijnlijk af van het Franse woord ‘tiretaine’, dat een soort wol aanduidt, of van het Gaelische woord ‘breacan’ dat gespikkeld betekent.

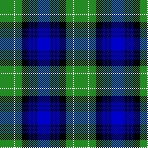
Een voorbeeld van een Tartan, de Abercrombie-ruit

Het patroon van een tartan wordt gemaakt door met afwisselende stroken gekleurde draden te weven, zowel in de schering als in de inslag. Op de kruispunten van dezelfde kleur wordt deze helderder, dan als de draad een andere kleur kruist. De resulterende kleurenblokken herhalen zich in verticale en horizontale richting. Dit soort weefpatronen werd al aangetroffen in China in 3500 voor Christus.

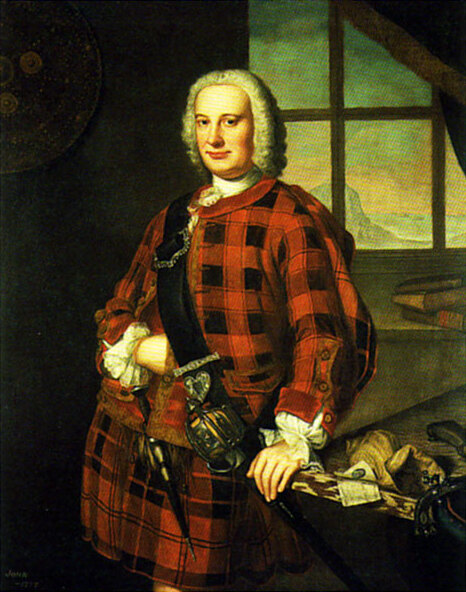
William Mosman: portret van John Campbell of the Bank uit 1749 met een rode tartan. De huidige tartan van de clan Campbell is groen.

## Geschiedenis
Oorspronkelijk hoorde elke ruit waarschijnlijk bij een bepaalde streek en werd deze geassocieerd met een wever of weversfamilie die daar woonde. Later hoorde elke ruit bij een bepaalde Schotse clan. 
Er is een tijd geweest, dat de Schotse ruit verboden werd in Schotland. Dit gebeurde na de Jacobitische opstanden, nadat Engeland en Schotland één werden. Nadat de Highlanders de Slag bij Culloden in 1746 hadden verloren, wilde de overheid de Hooglandse cultuur vernietigen. De overheid riep in 1747 de Dress Act (kledingwet) in het leven, die de mannen verbood om zich in tartans te hullen.
Een aantal Schotten wist die wet te omzeilen, door bijvoorbeeld het leger in te gaan, waar de ruit niet verboden was. Toen de Dress Act na 35 jaar werd opgeheven, had de wet zijn vernietigende werking al gedaan. Veel van de Schotse tradities waren verloren gegaan en moesten opnieuw tot leven worden gebracht.
In de laatste helft van de 18e eeuw was er een opleving van de Keltische cultuur. Verhalen en gedichten over Jacobistische vogelvrijverklaarden en de liederen van Ossian (die later overigens een vervalsing bleken), spraken tot de verbeelding van mensen en zelfs de Engelse koning George IV bezocht in 1822 een grote receptie in Holyrood gekleed in een kilt met de Stuart-ruit.
Veel Schotten probeerden hierna te achterhalen of ze ook een eigen ruit hadden, maar veel van de kennis was verloren gegaan.
Daarbij maakten hun kleermakers hen wijs dat ze het nog wel wisten, en ontwierpen zelf snel een ruitenpatroon. Om aan deze zwendel een einde te maken publiceerde James Logan in 1831 het boek The Scottish Gael or Celtic Manners, as Preserved among the Highlanders. In dit boek werden 55 ruiten beschreven, maar tegenwoordig zijn er honderden bekend.
Sommige ruiten mogen alleen gedragen worden door clanleden. Voor de rest staat het iedereen vrij te dragen wat hij zelf mooi vindt. Een enkele ruit, bijvoorbeeld die van Burberry, is gepatenteerd. Een zichzelf respecterende Schot draagt uitsluitend de tartan van zijn eigen clan.
Vroeger had elk Schots regiment in het Britse leger ook een eigen tartan, maar dat werd stopgezet in 1940.

## Zie ook

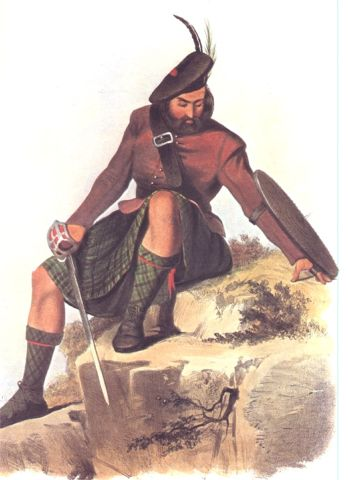
Clan MacKay